# Pork and Milk
Pour plus de détails, voir Fiche technique et Distribution.
Pork and Milk est un documentaire de Valérie Mréjen sorti en 2004.

## Synopsis
La caméra fait face à des Israéliens (de jeunes adultes pour la plupart) qui expliquent leur vie passée de juifs orthodoxes ou ultra-orthodoxes et racontent comment ils ont quitté la religion pour devenir des laïcs. Le titre fait référence à deux des nombreux tabous alimentaires du judaïsme : la viande de porc, d'une part, et la viande cuite avec du lait d'autre part. Briser l'interdit est un symbole fort d'apostasie.

## Fiche technique
Sauf indication contraire, les informations mentionnées dans cette section peuvent être confirmées par les bases de données cinématographiques IMDb et Allociné,  présentes dans la section « Liens externes ».
- Titre : Pork and Milk
- Réalisation et scénario : Valérie Mréjen
- Photographie : Céline Bozon
- Son : Yolande Decarsin
- Montage : Anne Weil
- Production : Charlotte Vincent
- Sociétés de productions : Aurora Films, en coproduction avec Arte et l'Ina
- Sociétés de distribution : Documentaire sur Grand Écran (salles) ; Éditions Allia (DVD)
- Pays d'origine :  France
- Langue originale : hébreu
- Format : couleur - 1,37:1 - 35 mm - son mono
- Durée : 52 minutes
- Dates de sortie :
  - France : 4 décembre 2004 (Festival du film de Belfort - Entrevues) ; 3 juin 2005 (Rencontres du moyen métrage de Brive) ; 4 juillet 2005 (Festival de La Rochelle) ; 29 mars 2006 (sortie nationale)

## Intervenants
- Noam Amramy
- Gali et Zachi
- Menahem Katz
- Menahem Lang
- Hagaï Levi
- Shlomo M.
- Eliyahu Mishkovsky
- Michal Vaizman
- David Volach

## Production
Le projet a été lancé par une galerie de Tel Aviv qui propose en 2002 à Valérie Mréjen de faire une exposition qui traiterait un sujet ayant rapport à  la société israélienne. Bien que ne parlant pas hébreu, elle décide de tourner le film dans cette langue, accompagnée d'une traductrice.[réf. souhaitée]

## Accueil
Projeté devant le public de divers festivals (comme documentaire, comme moyen-métrage ou comme court-métrage), puis sorti en salle en mars 2006, Pork and Milk est à présent diffusé sous la forme d'un DVD, accompagné d'un livre qui raconte (en français, anglais, allemand et hébreu) la manière dont le projet a été conduit.